# Tour des Flandres 1970
Le Tour des Flandres 1970 est la 54e édition du Tour des Flandres. La course a lieu le 5 avril 1970, avec un départ à Gand et une arrivée à Merelbeke sur un parcours de 265 kilomètres.
Le vainqueur final est le coureur belge Eric Leman, qui s'impose au sprint à Merelbeke devant son compatriote Walter Godefroot. Le Belge Eddy Merckx complète le podium.

## Classement final
|    | Coureur              | Pays     | Équipe               | Temps           |
| -- | -------------------- | -------- | -------------------- | --------------- |
| 1  | Eric Leman           | Belgique | Flandria-Mars        | 6 h 24 min 00 s |
| 2  | Walter Godefroot     | Belgique | Salvarani-Chiorda    | m. t.           |
| 3  | Eddy Merckx          | Belgique | Faemino-Faema        | + 10 s          |
| 4  | Frans Verbeeck       | Belgique | Geens-Watney-Diamant | m. t.           |
| 5  | Roger Rosiers        | Belgique | Bic                  | m. t.           |
| 6  | Jean-Pierre Monseré  | Belgique | Flandria-Mars        | + 25 s          |
| 7  | Patrick Sercu        | Belgique | Dreher               | m. t.           |
| 8  | Jan Janssen          | Pays-Bas | Bic                  | m. t.           |
| 9  | Daniel Van Ryckeghem | Belgique | Mann-Grundig         | m. t.           |
| 10 | Evert Dolman         | Pays-Bas | Willem II-Gazelle    | m. t.           |